# McLin Glacier
McLin Glacier är en glaciär i Antarktis. Den ligger i Östantarktis. Nya Zeeland gör anspråk på området. McLin Glacier ligger 821 meter över havet.
Terrängen runt McLin Glacier är varierad, och sluttar österut. Trakten är obefolkad. Det finns inga samhällen i närheten. 